# Shuitian, Chongqing
Shuitian (kinesiska: 水田) är en socken i sydvästra Kina. Den ligger i stadsdistriktet Qianjiang i storstadsområdet Chongqing, omkring 210 kilometer öster om det centrala stadsdistriktet Yuzhong. Antalet invånare är 5 984. Befolkningen består av 2 894 kvinnor och 3 090 män. Barn under 15 år utgör 23,0 %, vuxna 15-64 år 65 %, och äldre över 65 år 11,0 %.